# Gustavs Tūrs

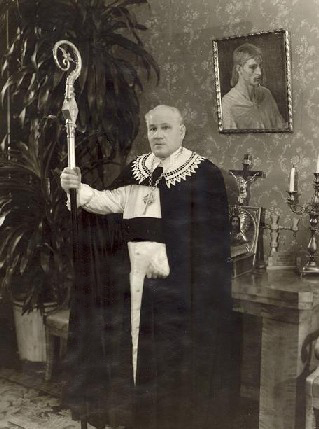
Gustavs Tūrs

Gustavs Tūrs (Praulienas, 24 mei 1890 - Riga, 16 maart 1973) was een Lets theologie en aartsbisschop van de Letse Evangelisch-Lutherse Kerk (1948-1968).

## Biografie
Gustavs Tūrs werd op 24 mei 1889 geboren in Praulienas. Hij bezocht een middelbare school in Riga en het gymnasium te Sint-Petersburg. Hij studeerde vanaf 1910 vervolgens rechten en theologie aan de Universiteit van Tartu. Op 20 juni 1920 werd Tūrs tot priester gewijd in de Sint-Jacobuskerk in Riga. Vanaf 1921 was hij als pastor verbonden aan de parochiekerk van Bauska in het zuiden van het land.
Tijdens de Tweede Wereldoorlog was hij een fel tegenstander van de Duitse bezetter. Na de oorlog was hij korte tijd pastor op verschillende plekken in het land.
Van 1946 tot 1948 nam hij het bestuur van de Letse Evangelisch-Lutherse Kerk waar. Op 14 maart 1948 werd hij verkozen tot aartsbisschop van Letse Evangelisch-Lutherse Kerk (aartsbisschop van Riga). Als aartsbisschop streefde hij normale betrekkingen na met de communistische overheid. Vanwege zijn socialistische sympathieën werd hij de "rode bisschop" genoemd. In 1954 kwam een nieuwe kerkorde gereed en verkreeg de kerk het recht om een theologische opleiding te openen. In 1955 en in 1956 bezocht hij respectievelijk het Verenigd Koninkrijk en de Verenigde Staten van Amerika. In 1958 maakte hij deel uit van de Letse delegatie dat een congres van de Wereldvredesraad in Stockholm bijwoonde. In de Verenigde Staten sprak hij zich uit vóór de oecumene. Sindsdien engageert de Letse Kerk zich volop binnen de oecumenische beweging.
In 1959 verkreeg Tūrs een eredoctoraat in de theologie aan de Universiteit Leipzig.
Op 23 maart 1968 gin Gustavs Tūrs met emeritaat. Hij overleed op 82-jarige leeftijd in Riga. Zijn uitvaart was op 24 maart vanuit de Dom van Riga.

## Verwijzingen
1. ↑  https://www.tandfonline.com/doi/abs/10.1080/713694718?journalCode=crss20#.VBxmsvl_sSw. Gearchiveerd op 18 juli 2023.
2. ↑  De theologische faculteit aan de Universiteit van Tartu was na de oorlog op last van de autoriteiten gesloten.
3. ↑  http://books.google.nl/books?id=FJejwedGesMC&pg=PA192&lpg=PA192&dq=%22Gustavs+T%C5%ABrs%22&source=bl&ots=ra_YZDmZdl&sig=qSLQDeJXDiuqS8UB4EmPy1C7b7E&hl=nl&sa=X&ei=5mQcVNOYLMWrO9nfgJAI&ved=0CCkQ6AEwAQ#v=onepage&q=%22Gustavs%20T%C5%ABrs%22&f=false
4. ↑  http://www.lelb.lv/lv_old/?ct=turs. Gearchiveerd op 4 maart 2016.

- Nationale Bibliotheek van Letland: 000255134
- Virtual International Authority File: 3745151898619324190000